# Középsúly
A középsúly súlycsoport az ökölvívásban.

## Amatőr ökölvívás
Az amatőr ökölvívásban a középsúlyúnak a 69–75 kg közötti versenyzőket nevezzük.
- 1904: 145–158 font (65.8–71.7 kg)
- 1908: 140–158 font (63.5–71.7 kg)
- 1920-1936: 147–160 font (66.7–72.6 kg)
- 1948: 67–73 kg
- 1952–2000: 71–75 kg
- 2004–2021: 69–75 kg
- 2021-től:  71-75 kg

Ebben a súlycsoportban szerezte első olimpiai bajnoki címét Papp László 1948-ban.

### Olimpiai bajnokok
- 1904  Charles Mayer (Amerikai Egyesült Államok)
- 1908  John Douglas (Egyesült Királyság)
- 1920  Harry Mallin (Egyesült Királyság)
- 1924  Harry Mallin (Egyesült Királyság)
- 1928  Piero Toscani (Olaszország)
- 1932  Carmen Barth (Amerikai Egyesült Államok)
- 1936  Jean Despeaux (Franciaország)
- 1948  Papp László (Magyarország)
- 1952  Floyd Patterson (Amerikai Egyesült Államok)
- 1956  Gennagyij Satkov (Szovjetunió)
- 1960  Edward Crook (Amerikai Egyesült Államok)
- 1964  Valerij Popencsenko (Szovjetunió)
- 1968  Chris Finnegan (Egyesült Királyság)
- 1972  Vjacseszlav Lemesev (Szovjetunió)
- 1976  Michael Spinks (Amerikai Egyesült Államok)
- 1980  José Gómez (Kuba)
- 1984  Sin Jun-szup (Dél-Korea)
- 1988  Henry Maske (Német Demokratikus Köztársaság)
- 1992  Ariel Hernández (Kuba)
- 1996  Ariel Hernández (Kuba)
- 2000  Jorge Gutiérrez (Kuba)
- 2004  Gajdarbek Gajdarbekov (Oroszország)
- 2008  James DeGale (Egyesült Királyság)
- 2012  Murata Rjóta (Japán)
- 2016  Arlen López (Kuba)

### Középsúlyú amatőr világbajnokok
- 1974  Rufat Riszkijev (Szovjetunió)
- 1978  José Gómez (Kuba)
- 1982  Bernardo Comas (Kuba)
- 1986  Darrin Allen (Amerikai Egyesült Államok)
- 1989  Andrej Kurnyavka  (Szovjetunió)
- 1991  Tommaso Russo (Olaszország)
- 1993  Ariel Hernández (Kuba)
- 1995  Ariel Hernández (Kuba)
- 1997  Erdei Zsolt (Magyarország)
- 1999  Utkirbek Haydarov (Üzbegisztán)
- 2001  Andrej Gogolev (Oroszország)
- 2003  Gennagyij Golovkin (Kazahsztán)
- 2005  Matvej Korobov (Oroszország)
- 2007  Matvej Korobov (Oroszország)
- 2009  Abbos Atoyev (Üzbegisztán)
- 2011  Jevhen Hitrov (Ukrajna)
- 2013
- 2015
- 2017
- 2019
- 2021
- 2023

## Profi ökölvívás
A profi ökölvívásban 154 font (69,8 kg) és 160 font (72,6kg) között van.

### A nagy világszervezetek középsúlyú világbajnokai
| WBA                         | WBC                         | IBF                         | WBO                            |
| Rob Brant 24-1 (16 KO)      | Saul Alvarez 52-1-2 (35 KO) | Saul Alvarez 52-1-2 (35 KO) | Demetrius Andrade 27-0 (17 KO) |
| Szuperbajnok                | WBC                         |                             |                                |
| Saul Alvarez 52-1-2 (35 KO) | Gennady ,,GGG" Golovkin     |                             |                                |